# Rabínská hermeneutika
Rabínská hermeneutika je typ hermeneutiky, který byl vyvinut a je uplatňován v rabínském judaismu. Zpravidla se tento pojem používá pro souhrn způsobů, kterými je v rabínském judaismu vykládán Tanach (Tóra, prorocké knihy a spisy). Tato pravidla byla ustanovena zhruba v 1.–2. století z důvodu prevence svévole ve výkladu Písma a zákonných nařízení z takového výkladu vyplývajících.

## Charakter rabínské hermeneutiky
Rabínský výklad Tóry se řídí pravidlem, že Tóra je dokonalá a žádné písmeno v ní nepřebývá ani nechybí. Tím se liší od biblickokritického přístupu a na rozdíl od něj židovské pojetí nezná pojmy jako „překlep“, „chyba“ atp.
Rabínská tradice rozeznává čtyři druhy výkladu, které bývají souhrnně označovány akronymem PaRDeS:
- Pšat – prostý, doslovný výklad
- Remez – alegorický výklad
- Draš – homiletický výklad
- Sod – mystický výklad

## Hermeneutická pravidla

### 7 pravidel Hilelových
Sedm midot (pravidel) Hilelových obsahuje sedm způsobů, podle kterých je v rabínském judaismu možné vykládat Tóru. Jak již název napovídá, jsou připisovány Hilelovi, učenci žijícímu pravděpodobně na přelomu letopočtů v Izraeli.
1. Kal va-chomer – soud nebo ustanovení odvozené z mírnějšího právního ustanovení pro přísnější nebo naopak. Berešit Raba 92, 7 uvádí 10 příkladů použití kal va-chomer, v samotné Tóře. Pravidlo kal va-chomer lze aplikovat jednoduchým nebo složitým způsobem:
  - jednoduchý kal va-chomer: Jestliže a je větší než x, a b je větší než a, pak b musí být zcela jistě větší než x. Praktické aplikace tohoto použití:
    - Mojžíšův argument: „Když mi nenaslouchají Izraelité, tím spíše mě neposlechne faraon.“[1]
    - Jestliže se určité zákazy vztahují ke svátkům, tím spíš se vztahují k Šabatu, a když je něco povoleno o Šabatu, tím spíše to bude povoleno o svátcích.[2]

  - složitý kal va-chomer: Jestliže a, kterému chybí y, má x, pak b, které má y, musí mít i x.
2. Gezera šava – vyvození na základě analogie slov. Její další verze se nazývá prostě „analogie“ – hebr. hekeš. Užití gezery šavy má tři podmínky:
  1. můžeme jí použít pouze tam, kde to dovoluje tradice,[3]
  2. obě srovnávané pasáže musí pocházet z Tóry
  3. slova považovaná za gezeira šava musí splňovat dvě podmínky:
    1. musí být stejná nebo podobná
    2. musí být „nadbytečná“ (tedy kdybychom takové slovo vyškrtli, prostý smysl věty by zůstal zachován)
3. Binjan av – doslova „prabudova“ – vyvození obecného právního ustanovení na základě konkrétního případu. Obdobná myšlenka je základem precedenčního práva.
4. Binjan av mi-šnej ketuvim – varianta předchozího pravidla s tím rozdílem, že vyvození ustanovení nevychází z jednoho, nýbrž ze dvou míst.
  - Příklad: Podle Ex 21, 26 (Kral, ČEP) má pán povinnost svého otroka propustit, pokud mu nenapravitelně poškodí oko, podle Ex 21, 27 (Kral, ČEP) jej musí propustit, pokud mu poškodí zub. Na základě této hermeneutické zásady je nařízení zevšeobecněno s tím, že za každou nenapravitelnou újmu musí pán svého otroka propustit.
5. Klal u-frat u-frat u-chlal – „obecné a konkrétní, konkrétní a obecné“, technika, při níž je specifická věc určena z obecného pojmu, a naopak.
6. Ke-joce bo ba-makom acher – „tomu je podobné jiné místo“, pravidlo se podobá analogii, není však tak přesně a striktně vymezeno, jako gezera šava nebo hekeš. Tato metoda se používá při výkladu podobných pasáží (dvě verze desatera apod.).
7. Davar ha-lamed me-injano – „věc, která se učí ze svého kontextu“, význam slova nebo verše je vykládán v kontextu celého textu.

### 13 midot rabiho Jišma'ele
Těchto třináct pravidel je rozšířením Sedmi pravidel Hilelových a kratší verzí pozdějších 32 pravidel rabiho Eli'ezera.
1. Kal va-chomer
2. Gezeira šava
3. Binjan av
4. Klal u-frat – obecné a konkrétní – vedle sebe stojí nějaké termíny a z nich se hledá nějaké vyvození.
5. Prat u-chlal – konkrétní a obecné.
6. Klal u-frat u-chlal – obecné a konkrétní, z něhož je vyvozováno obecné.
7. Klal še-hu carich li-frat, prat, še-hu carich li-chlal – obecné, které je potřebné pro konkrétní a konkrétní, které je potřebné pro obecné.
8. Davar še-haja bi-chlal ve-jaca min ha-klal lelamed lo lelamed al acmo jaca ela lelamed al ha-klal kulo jaca – jestliže konkrétní případ obecného pravidla je vyčleněn pro zvláštní zacházení, cokoli je požadováno od tohoto případu je aplikováno na všechny případy obsažené v obecném pravidle.
9. Davar še-haja bi-chlal ve-jaca lit'on to'an echad še-hu ke-injano jaca lehakel ve-lo lehachmir – když jsou konkrétní případy obecného zákona řešeny jednotlivě, v detailech jsou podobné těm, které jsou zahrnuty v obecném pravidle, pak je na tyto případy aplikováno zmírnění obecného pravidla a ne jeho zpřísnění.
10. Davar še-haja bi-chlal ve-jaca lit'on to'an acher še-lo ke-injano jaca lehakel ve-lehachmir – když konkrétní případy obecného pravidla jsou řešeny konkrétně v detailech nepodobných těm, která jsou zahrnuta v obecném zákoně, pak jsou obě zmírnění a zpřísnění aplikovány na ty konkrétní případy.
11. Davar še-haja bi-chlal ve-jaca lidon ba-davar he-chadaš i ata jachol lehachaziro li-chlalo ad še-jachazirenu ha-katuv li-chlalo be-feruš – když je konkrétní případ vyňat z obecného zákona kvůli zcela novému zacházení, detaily obecného práva nesmí být aplikovány na tento případ, dokud tak neučiní specificky Písmo.
12. Davar ha-lamed me-injano ve-davar ha-lamed mi-sofo – věc vyplývající z kontextu, věc vyplývající ze závěru.
13. Šnej ketuvim ha-makchišim ze et ze ad še-javo ha-katuv ha-šliši ve-jachri'a bejnejhem – dvě pasáže, jedna vylučuje druhou, dokud nepřijde třetí, která mezi nimi rozhodne.

13 pravidel (midot) rabiho Jišma'ele se stalo všeobecně uznávaným principem uvnitř rabínského judaismu. Karaitský autor Jehuda Hadasi ve své knize Eškol ha-kofer nesouhlasí s těmito midot a poukazuje na podobnost s řeckými dvanácti pravidly výkladu, ergasiai kai epicheiremata. Ve skutečnosti přímé paralely existují pouze u 1. a 2. pravidla, tedy kal va-chomer a gezera šava, což jsou shodou okolností i pravidla, která ve svém výkladu Tóry přijímají i karaité.